# 양산 호포천 열차 추돌 사고
양산 호포천 열차 추돌 사고(梁山湖浦川列車追突事故)는 2003년 5월 12일 오전 8시 32분쯤 경상남도 양산시 물금읍 경부선 호포천 교량에서 약 600여 명의 이용고객을 태우고 부산을 출발하여 서울로 가려던 무궁화호 열차와 공사 중이던 대형 기중기가 추돌해 1명이 숨지고 8명이 중경상을 입은 사고이다.

## 개요
사고가 난 무궁화호 열차는 멀쩡히 제 길을 가고 있었다. 열차가 호포천을 건너려던 중 교량 위에 결쳐져 있던 기중기의 붐이 열차와 추돌하면서 발생한 것이다.

## 인명 피해
이 사고로 당시 19세인 서아무개가 그 자리에서 숨지고 당시 57세인 임아무개 등 8명이 중경상을 입고 인근 병원에서 치료를 받았는데 기중기의 붐이 열차와 1차 추돌 후 이용고객들이 타고 있던 1호 객차를 잇따라 덮치면서 피해가 컸다.
사고 피해 객차는 12349호이며 폐차되었다.

## 사고 원인
이번 사고는 특히 철로 바로 옆에서 공사가 진행되어 평소에도 사고 위험이 높았음에도 불구하고 사고 당시 열차 진입을 알리는 수신호 등 안전 수칙이 제대로 지켜지지 않은 것으로 드러났다. 사고 현장은 안개가 끼고 급커브 지점이어서 열차가 크레인을 제대로 보지 못했던 것으로 추정된다.